# 関沢まゆみ
関沢 まゆみ（せきざわ まゆみ、1964年2月 - ）は、日本の民俗学者。国立歴史民俗博物館教授・総合研究大学院大学准教授。

## 来歴
1986年に東京女子大学文理学部史学科を卒業した。筑波大学大学院地域研究研究科に進み、1988年に修士課程を修了した。
国立歴史民俗博物館・総合研究大学院大学助教授を経て、2007年に准教授となる。
2001年「宮座の長老制と年齢観に関する民俗学的研究」で筑波大学より博士（文学）の学位を取得。

## 著書
- 『宮座と老人の民俗』吉川弘文館〈日本歴史民俗叢書〉、2000年2月 ISBN 978-4-64207359-2
- 『隠居と定年 老いの民俗学的考察』臨川書店〈臨川選書〉、2003年3月
- 『宮座と墓制の歴史民俗』吉川弘文館、2005年2月 ISBN 978-4-64208188-7
- 『現代「女の一生」 人生儀礼から読み解く』日本放送出版協会〈NHKブックス〉、2008年6月
- 『盆行事と葬墓習俗の伝承と変遷民俗学の視点と方法』 吉川弘文館 2025年4月　ISBN 9784642082082

### 共編著
- 『民俗小事典 死と葬送』（新谷尚紀との共編）吉川弘文館、2005年12月 ISBN 978-4-64207949-5
- 『ブルターニュのパルドン祭り 日本民俗学のフランス調査』（新谷尚紀との共編）悠書館、2008年3月
- 『成長と人生』（飯島吉晴・宮前耕史との共著）吉川弘文館〈日本の民俗8〉、2009年3月 ISBN 978-4-64207875-7
- 『戦争記憶論 忘却、変容そして継承』昭和堂、2010年7月
- 『盆行事と葬送墓制』（共編）国立歴史民俗博物館〈歴博フォーラム〉、2015年6月 ISBN 978-4-64208278-5
- 『米と餅』吉川弘文館〈日本の食文化2〉、2019年6月 ISBN 978-4-64206837-6
- 『菓子と果物』吉川弘文館〈日本の食文化6〉、2019年10月 ISBN 978-4-64206841-3
- 『水と人の列島史－農耕・都市・信仰』（松木武彦との共編）吉川弘文館、2024年8月 ISBN 978-4-64208456-7